# Helbladig fjällsippa
Helbladig fjällsippa (Dryas integrifolia) är en rosväxtart. Dryas integrifolia ingår i Fjällsippssläktet som ingår i familjen rosväxter.

## Underarter
Arten delas in i följande underarter:
- D. i. chamissonis
- D. i. crenulata
- D. i. integrifolia
- D. i. sylvatica
- D. i. minuta

## Bildgalleri

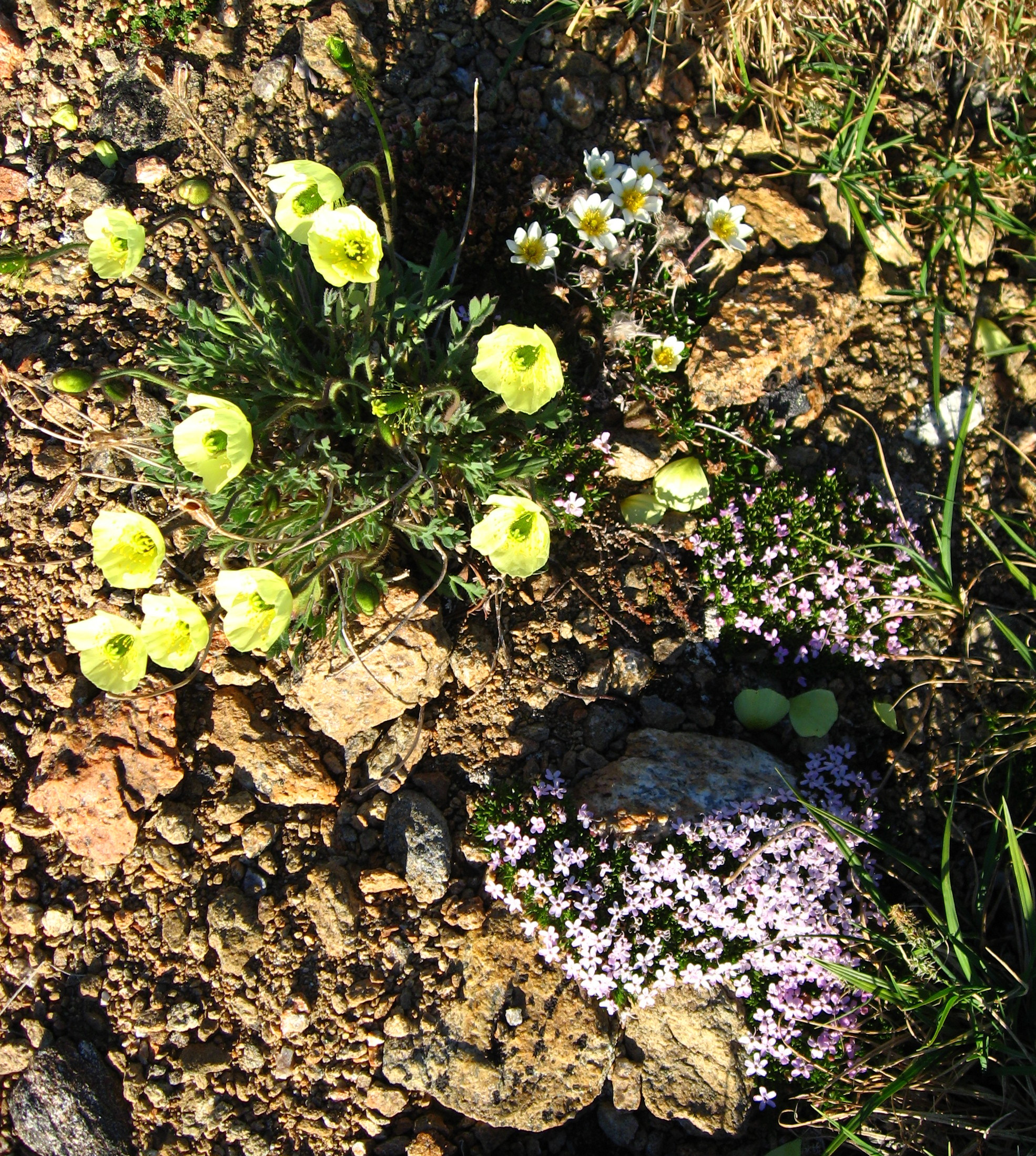
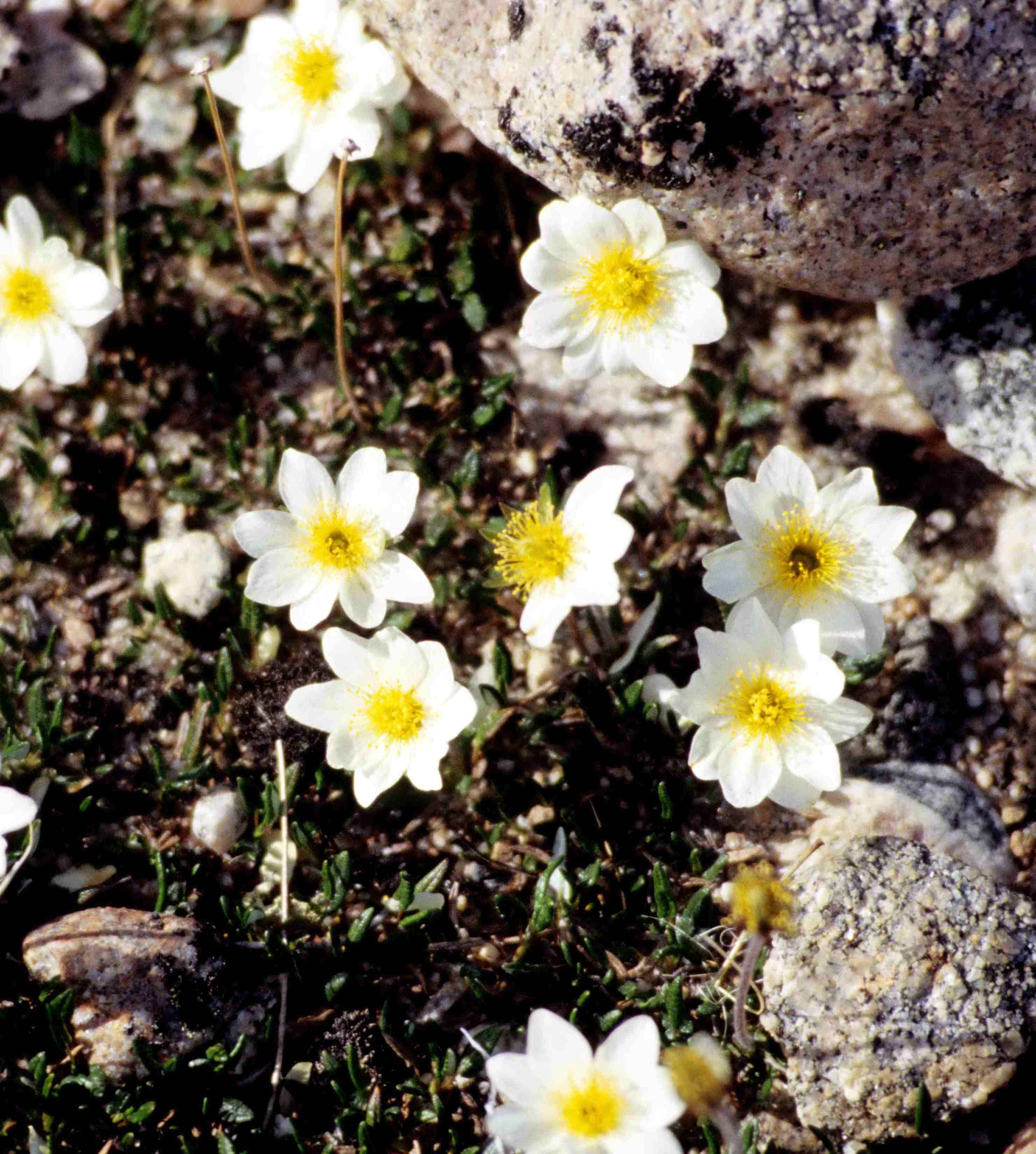
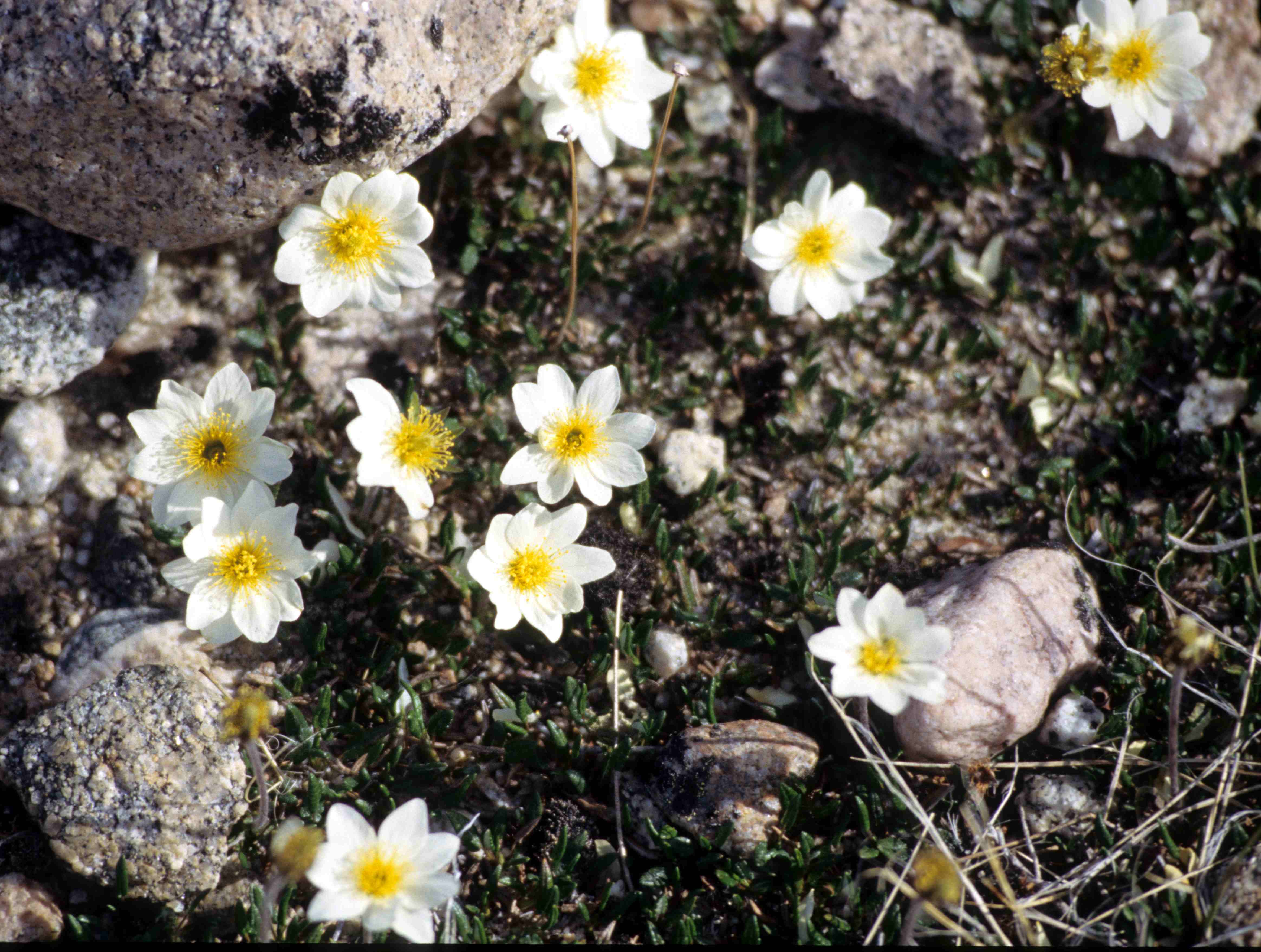
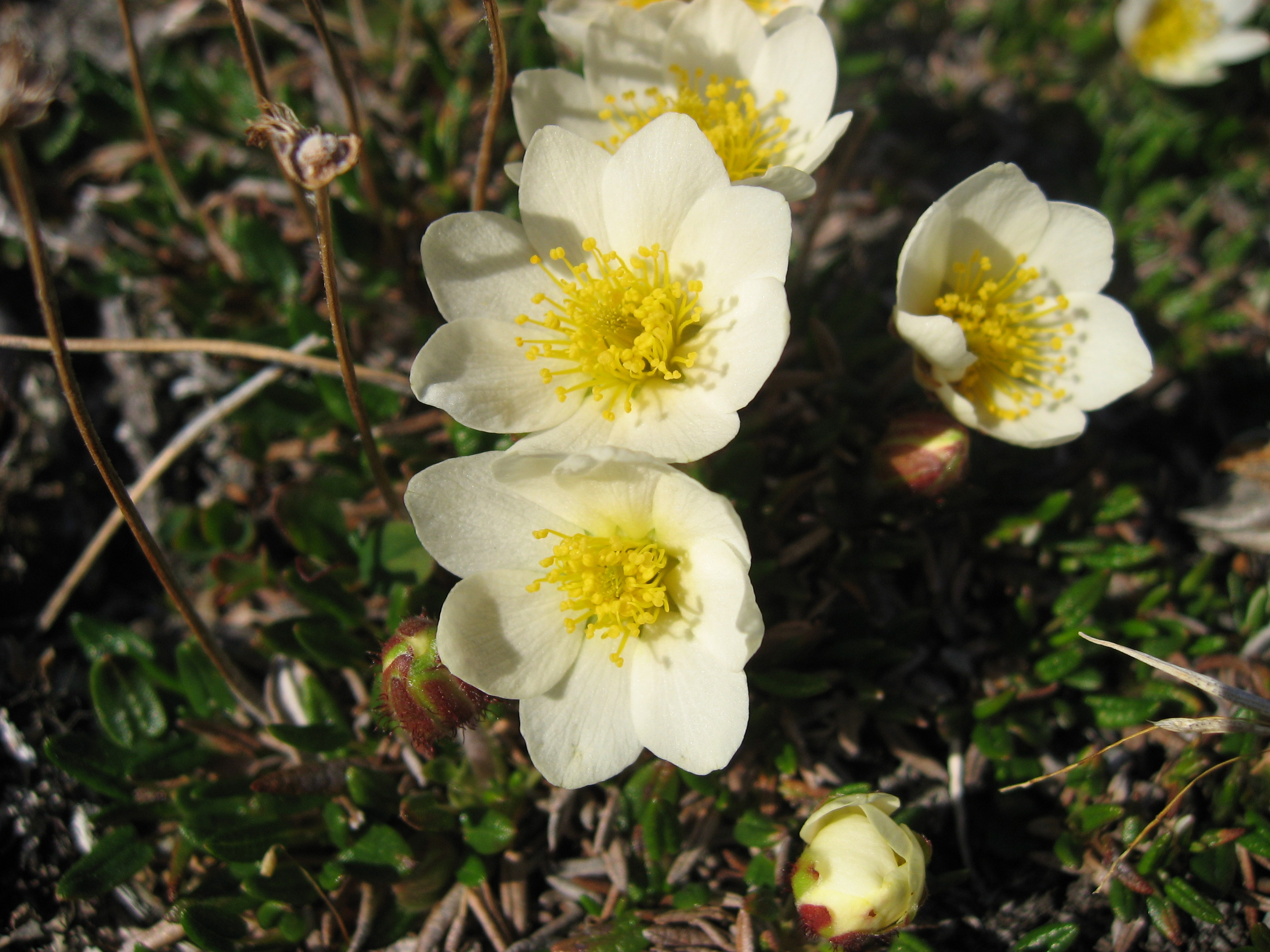
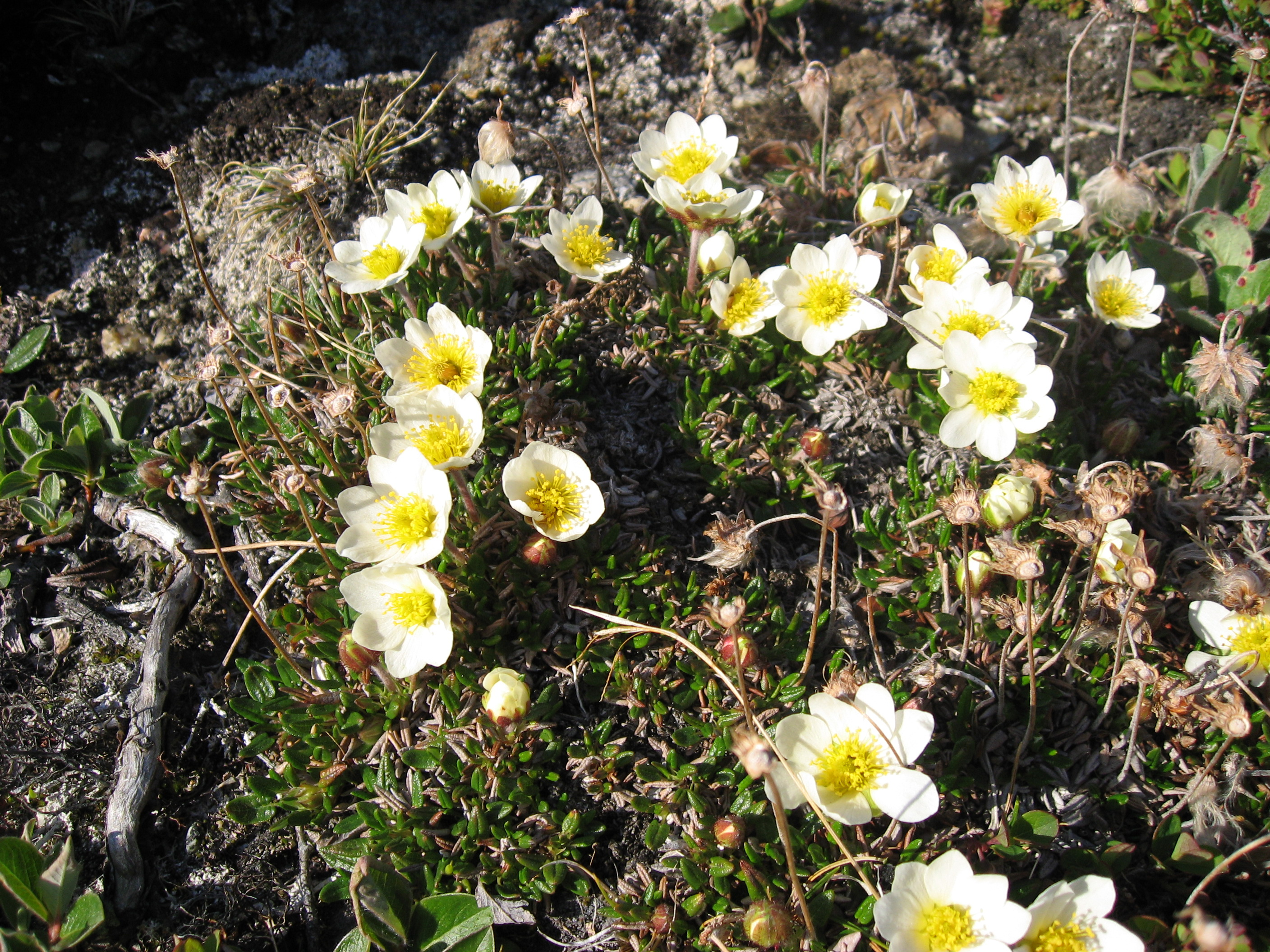
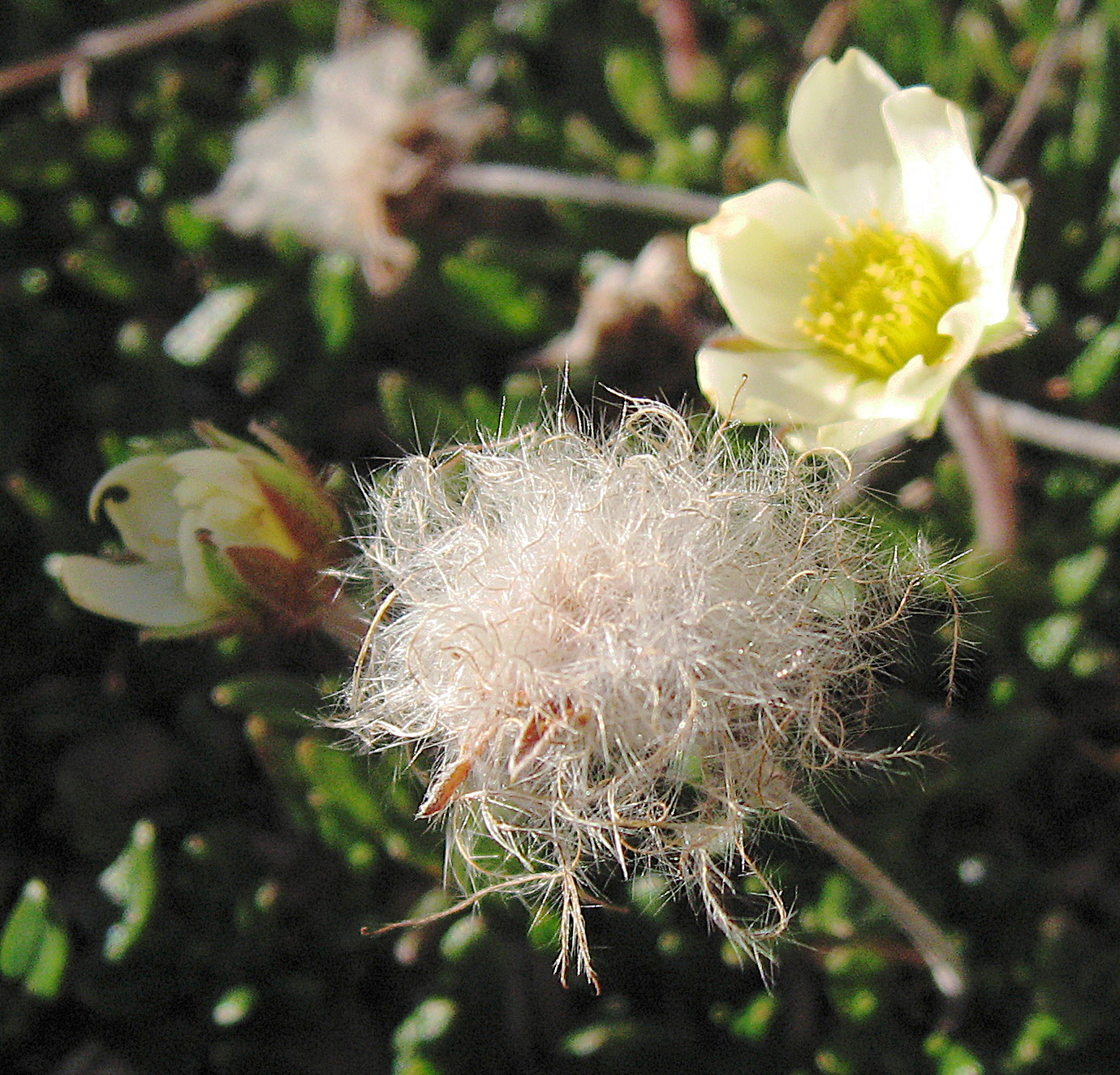